# Bonellitia
Bonellitia is een geslacht van weekdieren uit de klasse van de Gastropoda (slakken).

## Soorten
- Bonellitia fundata Marwick, 1931 †
- Bonellitia hampdenensis P. Marshall & R. Murdoch, 1923 †
- Bonellitia lacunosa (Hutton, 1885) †
- Bonellitia ovalis (P. Marshall, 1918) †
- Bonellitia scobina (Hedley & Petterd, 1906)